# Willi Domgraf-Fassbaender

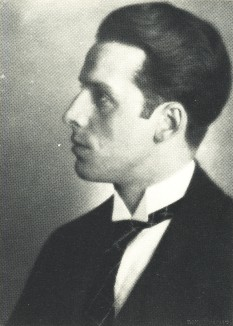
Willi Domgraf-Fassbaender

Willi Domgraf-Fassbaender (Aquisgrano, 19 de fevereiro de 1897 – Nuremberga, 13 de fevereiro de 1978) foi um barítono alemão, considerado como tendo sido um dos melhores barítonos líricos do período entre-guerras. Como ator, ele fez vários filmes, incluindo Prodaná Nevěsta, com Jarmila Novotná.

## Filmografia selecionada
- Figaros Hochzeit (1949)

## Pesquisas
- Dictionaire des interprètes, Alain Pâris, (Éditions Robert Laffont, SA, Paris, 1989) ISBN 2-221-06660-X
- The Concise Oxford Dictionary of Opera [second edition], (Oxford University Press, London, 1980).